# 李中 (南唐)
李中（?—?），字有中。五代南唐隴西人。
五代時南唐昇元六年（942年）与刘钧等讀書於盧山國學。显德中任淮西某县令。周世宗征南唐，李中被俘獲，接受新命。显德六年（959年），以兄弟亡故，雙亲待養，上表请归故国，得周世宗准許，遂弃官归南唐。北宋乾德初任吉水（今江西省吉水縣）縣尉，歷官新喻、安福、晋陵等县令。开宝五年（972年）官至淦陽宰。入宋後行迹无考。工於詩，孟賓于称其诗如方干、贾島之徒。著有《碧雲集》三卷，《全唐詩》錄其詩四卷。